# 대한민국 민법 제205조
대한민국 민법 제205조는 점유의 보유에 대한 민법 물권법 점유권 조문이다.

## 조문
제205조(점유의 보유) ① 점유자가 점유의 방해를 받은 때에는 그 방해의 제거 및 손해의 배상을 청구할 수 있다.
②전항의 청구권은 방해가 종료한 날로부터 1년내에 행사하여야 한다.
③공사로 인하여 점유의 방해를 받은 경우에는 공사착수후 1년을 경과하거나 그 공사가 완성한 때에는 방해의 제거를 청구하지 못한다.

第205條(占有의 保有) ① 占有者가 占有의 妨害를 받은 때에는 그 妨害의 除去 및 損害의 賠償을 請求할 수 있다.

②前項의 請求權은 妨害가 終了한 날로부터 1年內에 行使하여야 한다.

③工事로 因하여 占有의 妨害를 받은 境遇에는 工事着手後 1年을 經過하거나 그 工事가 完成한 때에는 妨害의 除去를 請求하지 못한다.